# Volvo PV651
Volvo PV651 är en bilmodell som introducerades av Volvo den 23 april 1929.  Modellnamnet skall utläsas som: PersonVagn, 6 cylindrar, 5 sittplatser, 1:a serien (modell 650 var samma, men utan kaross, det vill säga endast levererad som chassi).

## PV650-652
Planerna på den nya, större efterträdaren till Volvo ÖV4 hade tagit sin början 1926. Helmer MasOlle fick åter förtroendet att rita karossen. De amerikanska märken som dominerade den svenska marknaden vid den här tiden och som därför utgjorde Volvos främsta konkurrenter kunde erbjuda sexcylindriga motorer. Därför stod det snart klart för Volvo att man måste göra detsamma. Detta var också ett krav för att kunna slå sig in på marknaden för taxidroskor.
Den nya bilen fick ett kraftigare chassi för att klara den stora motorn och karossen blev plåtklädd. Bilen vägde därmed 1 500 kilo. Taket förblev dock pegamoidklätt. Man höll också kvar vid det gamla byggsättet med en stomme i askträ samt svällare av björk och järn. Framsätena var ställbara och kunde fällas tillbaka för att ge två sängplatser. Kraftiga läderremmar höll ryggstödet i uppfällt läge. 
Motorn försågs med en rejäl, sjulagrad vevaxel, ett ovanligt drag vid den här tiden. Bromsarna var mekaniska enligt Bendix-Perrot-systemet och handbromsen verkade fortfarande på kardanaxeln.
I augusti 1929 nådde Volvo break-even och kunde vid årets slut notera en blygsam vinst, 1 965 kronor. Under året sålde man totalt 1 383 vagnar, varav 27 exporterades. Priset i Sverige för PV651 var 6 900 kronor. 
I augusti 1930 kom efterträdaren PV652. Den hade modifierad interiör och instrumentering, ny förgasare och framför allt, hydrauliska bromsar. I januari 1932 uppdaterades modellen med ny motor och synkroniserad växellåda.
Volvo byggde, som de flesta andra biltillverkare, inte bara kompletta bilar, utan även "halvfabrikat" i form av nakna chassin för karossering hos någon fristående karossmakare. Några enstaka chassin försågs med vackra öppna kreationer, men huvuddelen gick till kommersiellt bruk, som flak-, skåp- och likbilar, samt ambulanser.

### Tekniska data
Motor (1929-32):	typ DB 
, rak sexcylindrig sidventilsmotor
- Cylindervolym:	3010 cm3
- Borr x slag:	76,2x110 mm
- Kompression: 5,1:1
- Effekt:		55 hk vid 3000 r/min
- Toppfart: 110 km/tim.

Motor (1932-33):	typ EB, rak sexcylindrig sidventilsmotor
- Cylindervolym:	3366 cm3
- Borr x slag:	79,4x110 mm
- Effekt:		65 hk vid 3200 r/min

Växellåda 
- 3-växlad manuell, osynkroniserad (1929-31)
- 4-växlad manuell, osynkroniserad (1931)
- 3-växlad manuell med frihjul, osynkroniserad 1:a (1932-33)

Hjulbas:	295 cm
Varianter:
- PV650:	1929-34, 206 tillverkade, chassi
- PV651:	1929-30, mekaniska bromsar
- PV652:	1930-33, hydrauliska bromsar

Totalt tillverkades 2 382 PV650/651/652, åren 1929-1934. 

## PV653-654

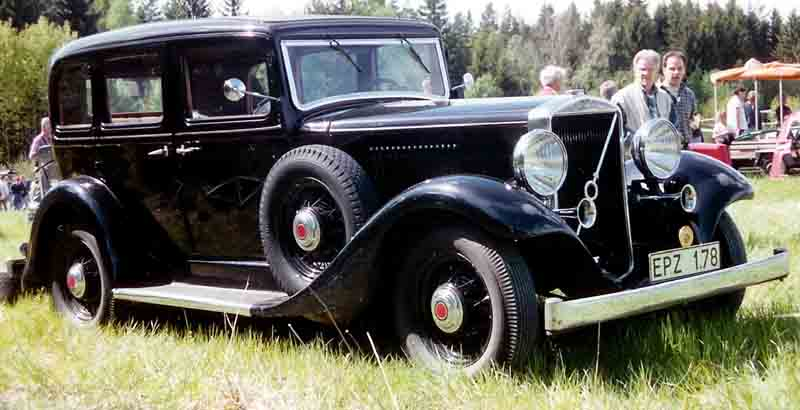
Volvo PV654

Hösten 1933 moderniserades Volvovagnarna med kryssförstärkt ram, mindre 17"-fälgar och helmetallkaross, utan trästomme. Taköppningen var, som vanligt vid den här tiden, täckt av pegamoid, eftersom pressar tillräckligt stora att pressa ett helt tak var ytterst ovanliga.
Därutöver fick bilen nya skärmar, lätt bakåtlutande vindrutestolpar samt ytterst lätt bakåtlutande kylare. Mekaniskt ändrades ingenting.
Volvo saluförde nu två varianter: standardmodellen PV653 och den lyxigare PV654. Den som slog till på den dyrare varianten fick bland annat mer påkostad inredning med armstöd bak och kurvstroppar, dubbla reservhjul, dubbla kromade signalhorn och dubbla bakljus.

### Tekniska data
Motor:typ EB, rak sexcylindrig sidventilsmotor
- Cylindervolym:	3366 cm3
- Borr x slag:	79,4x110 mm
- Effekt:		65 hk vid 3200 r/min

Växellåda:	3-växlad manuell med frihjul, osynkroniserad 1:a
Hjulbas:	295 cm
Varianter:
- PV653:	1933-34, 230 tillverkade, standardmodell
- PV654:	1933-34, 361 tillverkade, lyxmodell
- PV655:	1933-35, 62 tillverkade, chassi
  - Summa –––– 653 [4]

## PV656-659

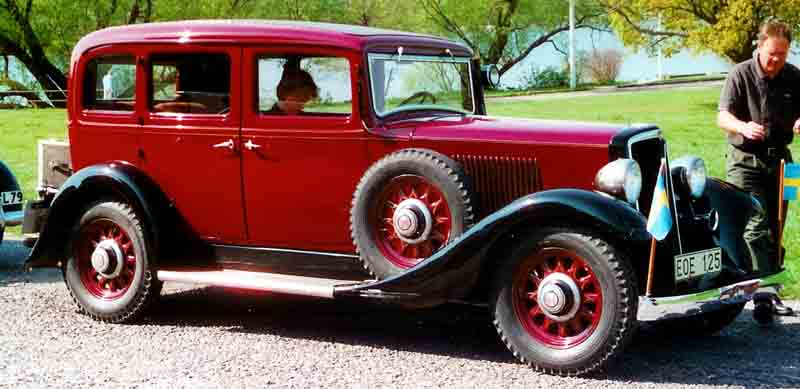
Volvo PV659

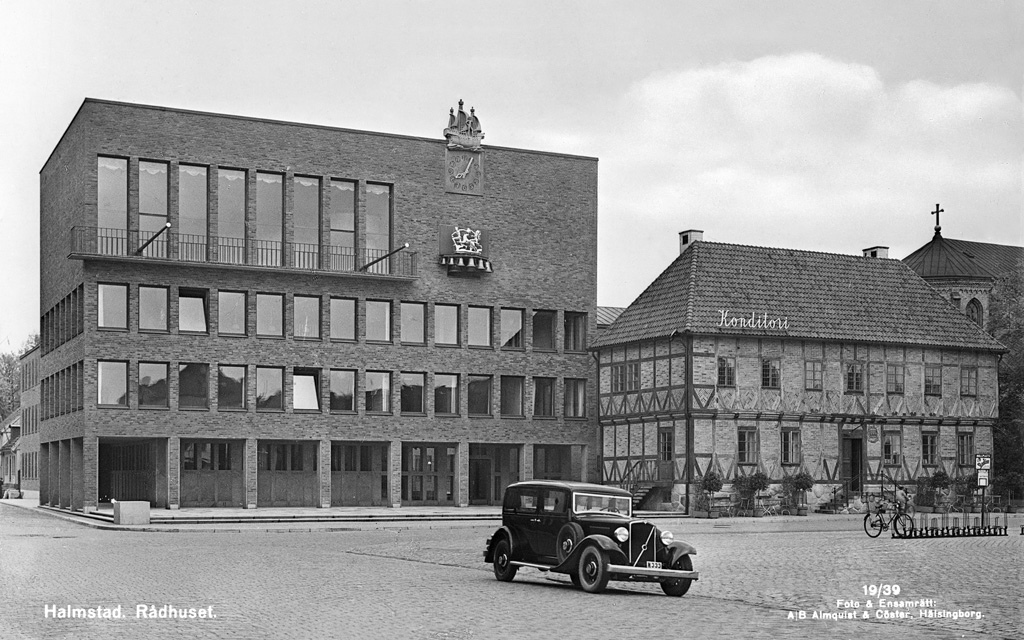
Volvo PV658 eller PV659 utanför Halmstads rådhus på Stora Torg, 1939

År 1935 började Volvobilarna se gammalmodiga ut, med en grundkaross som hade hängt med sedan 1929. Trots det höll Volvo liv i vagnen med en lätt ansiktslyftning: kylaren försågs med en lätt V-formad kylarmask. Lägg därtill en ny, större motor och Volvo bedömde att ändringarna var tillräckligt stora för att motivera nya modellbeteckningar: PV658 respektive 659.
Bilarna tillverkades till och med 1936 och ersattes därefter av nya Volvo PV51.

### Tekniska data
Motor:		typ EC, rak sexcylindrig sidventilsmotor
- Cylindervolym:	3670 cm3
- Borr x slag:	84,14x110 mm
- Effekt:		86 hk

Växellåda:	3-växlad manuell med frihjul, osynkroniserad 1:a
Hjulbas:	295 cm
Varianter:
- PV656:	1935-36, 16 tillverkade, chassi
- PV657:	1935-37, 55 tillverkade, chassi m hjulbas 355 cm
- PV658:	1935-36, 301 tillverkade, standardmodell
- PV659:	1935-36, 170 tillverkade, lyxmodell
  - Summa –––– 542 [5]